# Kermia producta
Kermia producta är en snäckart. Kermia producta ingår i släktet Kermia och familjen Turridae. Inga underarter finns listade i Catalogue of Life.